# Ландидно Джънкшън
Ландѝдно Джъ̀нкшън (на английски: Llandudno Junction; на уелски: Cyffordd Llandudno, Къ̀форд Ландѝдно, изговаря се по-близко до Къ̀форд Хландѝдно) е град в Северен Уелс, графство Конуи. Разположен е около десния бряг на устието на река Конуи при вливането ѝ в Ирландско море на около 50 km западно от английския град Ливърпул. На 10 km на изток от Ландидно Джънкшън по крайбрежието е уелският град Колуин Бей, а на запад също по крайбрежието на 18 km е уелският град Бангор. Има малко пристанище. ЖП възел в 4 посоки. Населението му е около 1500 жители според данни от преброяването през 2001 г.